# Алистър Браунлий
Алистър Едуард Браунлий (на английски: Alistair Edward Brownlee) е британски състезател по триатлон. Той е златен медалист от олимпийските игри през 2012 и през 2016 година и единственият атлет, спечелил две олимпийски титли в тази дисциплина. Двукратен носител и на световната титла по триатлон (2009, 2011), двукратен световен шампион в отборната надпревара (2011, 2014), трикратен европейски шампион и шампион за 2014 година на Игрите на Общността на нациите.
Неговият по-малък брат, Джонатан Браунлий, също е триатлонист, завършил втори на летните олимпийски игри 2016, трети на игрите през 2012, световен шампион за 2012 година, както и споделящ победите на брат си Алистър в отборните представяния на световното първенство и Игрите на Общността на нациите
През 2013 година Алистър Браунлий е обявен за носител на Ордена на Британската империя за заслугите си към триатлона.
На 19 септември 2016 г., на големия финал на световните серии по триатлон в Косумел, Мексико, в последната отсечка от състезанието (което се състои от 1,5 км плуване, 40 км колоездене и 10 км бягане), след като е натрупал комфортна преднина, в последния километър от десеткилометровото бягане Джонатан започва да проявява признаци на прегряване и изнемога и да залита по пистата. Алистър, който бяга след него, на практика отказвайки се от възможността да спечели състезанието, помага на брат си да се придвижи до финалната права, като междувременно двамата са изпреварени от третия до този момент в класирането, южноафриканския атлет Хенри Шоумън. Алистър избутва брат си втори и сам пресича финалната права трети по време. Случката е широко отразена по медиите като пример за спортсменство и братска обич.